# Tschaï
De stripreeks "Tschai: De waanzinnige planeet" is gebaseerd op de gelijknamige sciencefictionboeken van Jack Vance.  De cyclus bestaat uit vier romans: “Een stad vol Chasch”, “Onder de Wankh”, “De Dirdir” en “De Pnume”. De stripbewerking van dit epische verhaal bestaat uit acht stripalbums. Het scenario is van Jean-David Morvan  en de tekenaar is Jean-Michel Meyer  (Pseudoniem: Li-An). De stripreeks is uitgegeven door uitgeverij Daedalus. 

## Verhaal
Tschai is een planeet op 212 lichtjaren van de aarde. De aarde ontvangt een noodsignaal en stuurt een ruimteschip Explorer IV. Als het ruimteschip aankomt wordt het onmiddellijk neergehaald. Adam Reith is de enige overlevende van de ramp en stort met zijn dropship neer in de jungle van Zuid-Kotan. Adam Reith moet zijn buitengewone aanpassingsvermogen gebruiken om te overleven.

## Albums
| 1     |  | De Chasch - deel 1 | 2000-2007 |
| 2     |  | De Chasch - deel 2 | 2001-2007 |
| 3     |  | De Wankh - deel 1  | 2001-2008 |
| 4     |  | De Wankh - deel 2  | 2002-2008 |
| 5     |  | De Dirdir - deel 1 | 2003-2009 |
| 6     |  | De Dirdir - deel 2 | 2004-2009 |
| 7     |  | De Pnume - deel 1  | 2006-2010 |
| 8     |  | De Pnume - deel 2  | 2008-2010 |
| INT 1 |  | De Chasch          | 2021      |
| INT 2 |  | De Wankh           | 2021      |
| INT 3 |  | De Dirdir          | 2023      |
| INT 4 |  | De Pnume           | 2024      |